# Mont Adam Joachim
Le mont Adam Joachim, en anglais : Mount Adam Joachim, est une montagne située à quatre kilomètres du lac Gong dans le parc national de Jasper. La montagne est nommée en 1968 par J. Monroe Thorington d'après Adam Joachim, un indien Cri qui accompagna à cheval Alfred J. Ostheimer dans son expédition de 1927 dans le champ de glace Columbia,.